# 卡普里
卡普里（義大利語：Capri），是意大利那不勒斯省的一个市镇，是位于卡普里岛上的两个市镇之一（另一个是阿纳卡普里）。总面积3平方公里，人口7305人，人口密度2435.0人/平方公里（2009年）。ISTAT代码为063014。
卡普里是意大利重要的旅游城镇之一，被《米其林旅游指南》评为“三星级旅游推荐”（最高级别）。
著名景点包括翁贝托一世广场、圣斯德望堂、圣雅各伯修道院、奥古斯都花园、朱庇特别墅等。